# Чиказька архітектурна школа
Чиказька архітектурна школа — група архітекторів, які працювали переважно у Чикаґо наприкінці XIX ст.
Виникнення архітектурної школи в місті Чикаго на Півночі США (штат Іллінойс) пов'язано з унікальною ситуацією, що склалася в результаті пожежі 1871 року знищила значну частину старого міста. У 1880-х рр. архітектор Генрі Гобсон Річардсон (1838—1886) зводив у Чикаго конторські та виробничі будівлі в стилі неоренесансу і «романського відродження». Термін «чиказька школа» запропонував в 1930-х роках історик архітектури Зігфрід Гідіон.
Найбільш виразним представником чиказької архітектурної школи став уродженець Чикаго, архітектор Луїс Салліван (1856—1924). Він зумів використати «ситуацію» для реалізації власної раціоналістичної концепції.

## Архітектори, пов'язані з Чиказькою школою
- Генрі Гобсон Річардсон
- Данкмар Адлер
- Деніел Хадсон Бернхем
- Вільям Голаберд
- Вільям Ле Барон Дженні
- Мартін Рош
- Джон Велборн Рут
- Солон С. Беман
- Луїс Салліван
- Френк Ллойд Райт